# Rei Naito
Rei Naito (内藤 礼, Naito Rei), née en 1961 à Hiroshima, est une artiste japonaise. Elle est diplômée de l'Université d'art de Musashino en 1985. Elle présente son travail à la 47ème Biennale de Venise (1997) en Italie. Elle collabore également avec l'architecte Ryue Nishizawa (cofondateur de SANAA) au musée Teshima sur l'ile de Teshima.

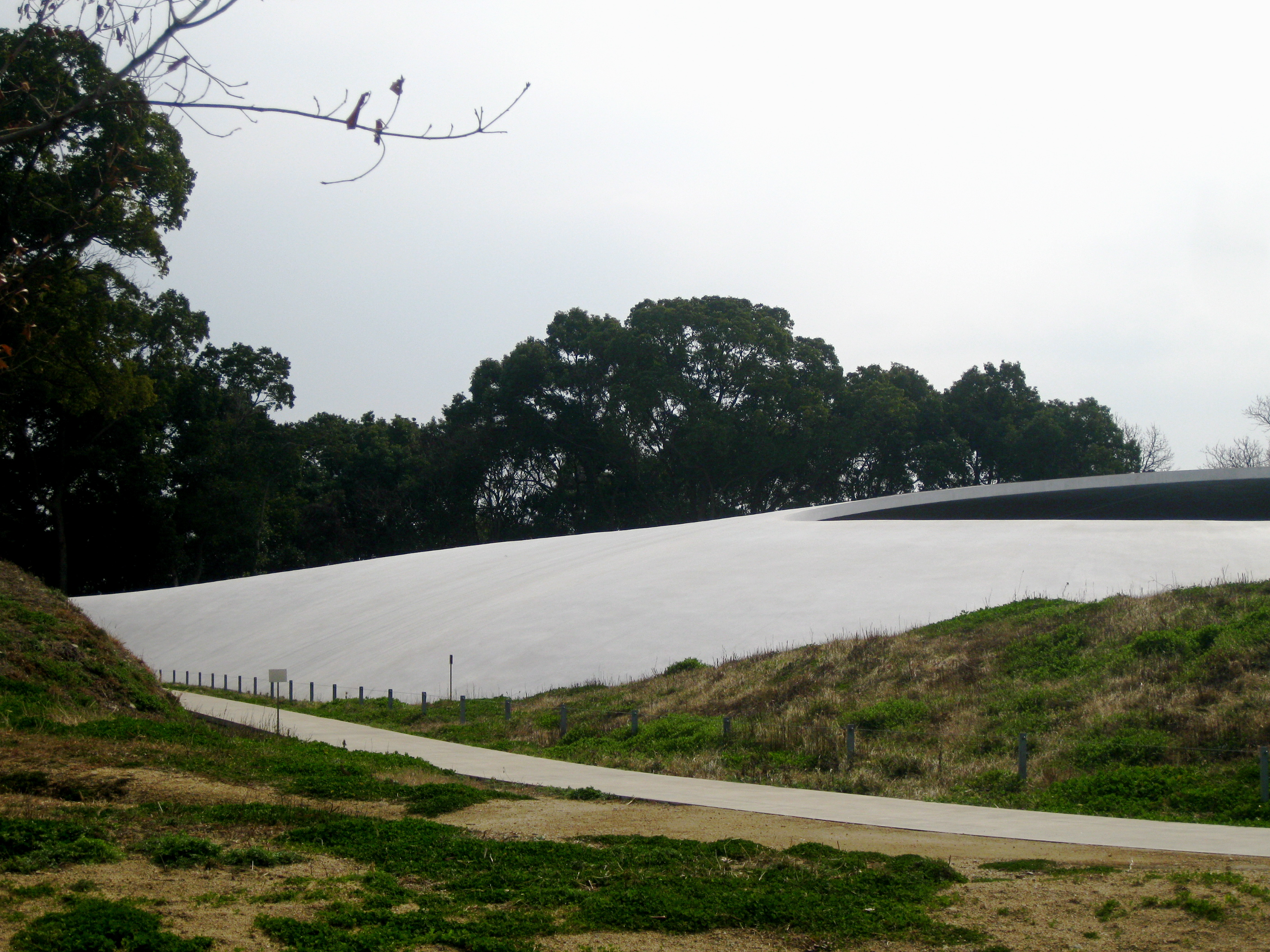
Musée Teshima sur l'île de Teshima, Japon par Ryue Nishizawa et Rei Naito

Les œuvres de Rei Naito sont également présentées au musée du für Moderne Kunst de Francfort-sur-le-Main, au musée d'art moderne de New York, au musée d'Israël et au musée national d'art d'Osaka .